# Carven
'Carven' of 'carving' is een techniek uit het alpineskiën en snowboarden. Essentieel is dat tijdens de bocht de achterkant van de ski of het board, dit geldt overal in dit artikel, niet meer zijdelings over de sneeuw wegschuift, maar dat de staalkant van de ski de eigenlijke bocht volgt en het daarbij mogelijk is een gesneden bocht te maken. De eigenlijke bocht ontstaat door de concave ronding van de zijkant, in combinatie met de buiging van de ski onder de druk van de skiër tijdens de bocht.
Carving vermindert de weerstand van ski in de bocht zodat meer snelheid kan worden gehaald. Bovendien resulteert het in principe in een vloeiendere bocht, doordat de ski 'als op rails' door de bocht gaat. Om af te remmen tijdens de bocht op een steile helling zal veelal moeten worden teruggegrepen op de klassieke techniek.
Carving is ontstaan in het snowboarden door middel van sterker concave zijkanten van een snowboard. Carve ski's zijn aan het einde van de jaren 1990 geïntroduceerd. Deze vergrootten de tot dan toe minder sterke concave vorm van ski's.